# Oswald Avery
Pour les articles homonymes, voir Avery.
Oswald Theodore Avery (21 octobre 1877 - 20 février 1955) est un médecin américain d'origine canadienne. Une expérience sur les pneumocoques qu'il fit en 1944 avec ses collaborateurs Colin MacLeod et Maclyn McCarty fut décisive pour établir le rôle de l'acide désoxyribonucléique comme support de l'hérédité.

## Biographie
Après sa thèse de médecine à l'université Columbia de New York et une courte carrière de médecin de ville, il entame rapidement une carrière d'enseignant-chercheur en bactériologie. À partir de 1923 et jusqu'à sa retraite en 1948 il travaille au Rockefeller Institute Hospital de New York. Il fut l'un des premiers biologistes moléculaires et un pionnier en immunochimie. 
La plus connue de ses découvertes fut réalisée en 1944 avec ses collaborateurs Colin MacLeod et Maclyn McCarty. Ils montrèrent que l'ADN est la molécule qui porte les informations héréditaires, et donc que c'est la molécule qui constitue les gènes, dans les chromosomes.
À la suite de sa découverte, Oswald Avery est fortement contredit par son collègue Alfred Mirsky qui fait tout son possible pour tourner en discrédit tous ses travaux, allant même jusqu'à pousser auprès des responsables de l'Institut Karolinska à Stockholm pour lui refuser le Nobel.  
En son honneur et à défaut du prix Nobel, qui ne put lui être proposé de son vivant, on a donné son nom à un cratère lunaire.

## Découverte sur la fonction de l'ADN
Pendant plusieurs années la communauté scientifique s'interroge sur la classe des molécules porteuses de l'information génétique et beaucoup de spécialistes pensent qu'il s'agit des protéines. En 1944, Avery poursuit les travaux de Frederick Griffith de 1928 sur la transformation bactérienne chez les pneumocoques. En traitant la substance transformante par différentes enzymes spécifiques, protéase et DNase, il découvre que seule la digestion de l'ADN empêche une transformation efficace, démontrant que l'ADN est le support de l'hérédité, et non les protéines. Son expérience se basait sur l'injection à des souris différentes souches (S virulente et R non virulente), puis sur le mélange des 2 souches :

→ Souche R + protéines de pneumocoques S : aucun effet

→ Souche R +  capsules de pneumocoques S : aucun effet

→ Souche R + lipides de pneumocoques S : aucun effet

→ Souche R + acides nucléiques de S : mort de la souris

→ Souche R + acides nucléiques de S + enzyme dégradant l'ADN DNAase : aucun effet

→ Souche R + acides nucléiques de S + enzyme dégradant l'ARN RNase : mort de la souris
Ces expériences montrent donc que lorsque les souris sont en contact avec l'ADN des pneumocoques virulents S elles ne survivent pas. La piste que l'ADN est le support de l'information génétique est donc soulevée.
De leurs travaux, Avery et ses collaborateurs ne concluent pas que l'ADN est le support de l'hérédité, mais que les acides nucléiques ont une spécificité biologique. Cependant cette spécificité postulée est en elle-même une nouveauté, car les acides nucléiques n'étaient alors considérés que comme des polymères monotones, suivant la théorie de Phoebus Levene formulée en 1933. On ne prêtait à l'ADN qu'un rôle énergétique, l'hérédité étant considérée portée par les protéines. À l'exception de quelques scientifiques comme Frank Macfarlane Burnet, George Wells Beadle et André Lwoff, la communauté scientifique ne reconnaît pas immédiatement la valeur du travail d'Avery qui fait l'objet d'un véritable « apartheid scientifique »,.
Divers autres travaux seront nécessaires pour accréditer le rôle de l'ADN comme support de l'hérédité. Ainsi notamment des expériences de A. Boivin et R et C. Vendrely  et celle de A.D. Harshey et M. Chase de 1952. Mais c'est surtout la découverte de la structure de l'ADN par Rosalind Franklin,  Watson et Crick en 1953 qui redonnera toute son importance à l'expérience d'Avery de 1944.
L'expérience d'Avery est par ailleurs considérée comme étant la première manipulation génétique de l'histoire.